# Neitersen
Neitersen ist eine Ortsgemeinde im Landkreis Altenkirchen (Westerwald) in Rheinland-Pfalz. Sie gehört der Verbandsgemeinde Altenkirchen-Flammersfeld an. Am 1. Januar 2021 schlossen sich die Ortsgemeinden Obernau und Neitersen zur neuen Ortsgemeinde Neitersen zusammen.

## Geographie
Neitersen liegt etwa fünf Kilometer südwestlich von Altenkirchen und wird von der Wied durchflossen. Die Gemeinde gliedert sich in den Ortsbezirk Obernau, sowie die weiteren Ortsteile Fladersbach, Kahlhardt, Neiterschen, Niederölfen und Neitersen. Sie liegt zwischen 194 und 250 m ü. NHN.
Fladersbach, östlich des Hauptortes, ist heute mit Neitersen zusammengewachsen. Das ein Kilometer entfernte Niederölfen liegt nicht im Tal, sondern auf dem Höhenzug oberhalb von Neitersen in Richtung Oberölfen. Neiterschen und Kahlhardt liegen auf der Südseite der Wied.
Nachbargemeinden sind Hemmelzen und Helmenzen im Norden, Altenkirchen und Schöneberg im Osten, Stürzelbach, Niederwambach und Berzhausen im Süden sowie Schürdt und Walterschen im Westen.

## Geschichte
Am 1. März 1262 schloss die Gräfin Mechthild, die Witwe des Grafen Heinrich III. von Sayn, mit dem Kölner Erzbischof Konrad von Hochstaden einen Vertrag. In dieser Urkunde werden auch namentlich einige Dienstleute aufgezählt, die sich die Gräfin für ihre eigene Dienste auf Lebzeit vorbehielt. Dazu gehörten unter anderem drei Leute aus Neitersen, nämlich Henriche, Gobelin und Gylise von „Nithirshusen“. Das Original befindet sich im Landeshauptarchiv Koblenz.
In dieser Zeit bis zur Reformation war der heutige Ort Neitersen durch die Wied ein Grenzort, der zu zwei verschiedenen Gauen gehörte. Das Kirchspiel Schöneberg mit seinen Dörfern, also auch Neiterschen und Kahlhardt, zählte zum Engersgau, der von Engers bei Koblenz aus verwaltet wurde. Das Kirchspiel Birnbach, zu dem Neitersen, Fladersbach und Niederölfen gehörte, lag im Auelgau, der von Siegburg aus verwaltet wurde.
Im Auelgau und damit auch über das Kirchspiel Birnbach (Neitersen rechts der Wied) waren die Grafen von Sayn die Landesherren geworden. Erst am 5. Juli 1489 kam auch das Kirchspiel Schöneberg (Neitersen links der Wied) endgültig zum Hause Sayn. Von da an waren alle zur heutigen Gemeinde Neitersen zählenden Dörfer unter einer Herrschaft.
Mitte des 18. Jahrhunderts fielen die Eigentumsrechte an den örtlichen Wäldern vom damaligen Inhaber, dem Grafen von Sayn-Hachenburg, an die örtlichen Waldinteressentenschaften.
1815 kam infolge der Beschlüsse auf dem Wiener Kongress das Gebiet von Neitersen an das Königreich Preußen und damit trat verwaltungsmäßig eine Veränderung ein. Die 1.000-jährige Verwaltung nach Kirchspielen wurde aufgehoben und es wurden Bürgermeistereien gebildet. Neiterschen und Kahlhardt kamen mit dem Kirchspiel Schöneberg zur Bürgermeisterei Flammersfeld, Neitersen, Niederölfen und Fladersbach kamen mit dem Kirchspiel Birnbach zur Bürgermeisterei Weyerbusch.
1848 wurde in Fladersbach auf Bestreben des Bürgermeisters von Weyerbusch, Friedrich Wilhelm Raiffeisen, ein Schulhaus vollendet, wodurch der Schulunterricht für die Dörfer Neitersen, Niederölfen und Fladersbach nicht mehr in Birnbach stattfand. 1873 erhielt auch Neiterschen bessere Schulverhältnisse, es bildete mit Schöneberg eine Schulgemeinde und der Schulunterricht wurde vom Küstergebäude in das neue Schulhaus in Schöneberg verlagert.
Im Jahre 1882 wurde mit dem Bau der Eisenbahnstrecke Siershahn–Altenkirchen begonnen. Am 30. Mai 1884 wurde die sie eröffnet und Neitersen erhielt einen Bahnhof und gleichzeitig eine Posthilfsstelle mit Fernsprechbetrieb.
1893 wurden die Dörfer Neitersen, Niederölfen und Fladersbach von der Birnbacher Kirche zur Schöneberger Kirchengemeinde umgepfarrt und alle heutigen Ortsteile gehörten erstmals zur gleichen Kirchengemeinde.
Bis 1908 wurde in der Grube Emma Eisenerz gefördert. In diesem Jahr wurde auch die Grubenbahn zum Bahnhof Neitersen eingestellt.
1911 trat die Gemeinde Neiterschen dem Schulverband Neitersen-Ölfen bei.
1918 begann die Stromversorgung in Neitersen in der Mühle in Neiterschen mit Hilfe eines Generators, der über einen Riemen angetrieben wurde. Über eine Zwei-Phasen-Leitung wurde der komplette Ortsteil Neiterschen und einige Häuser entlang der Straße auf der rechten Wiedseite versorgt. Die Abrechnung mit der Mühle erfolgte über die Anzahl und Watt-Leistung der Glühbirnen je Haus. Für die umliegenden Orte reichte die Leistung nicht aus. Ab 1920 erfolgte dann die öffentliche Stromversorgung des Ortes mit Überlandleitungen und die Mühle lieferte den Strom in das öffentliche Netz.
In Niederölfen lebte der Neurologe, Maler und Schriftsteller Wladimir Lindenberg von 1933 bis zu seiner Verhaftung 1937 in einem Fachwerkhäuschen an einem Steinbruch, das er mit Wandbildern ausmalte. Er hat dem „göttlichen Frieden“ der Region und ihren Bewohnern, die ihn „offen und warmherzig empfingen“ in seinem Erinnerungsbuch „Himmel in der Hölle“ ein literarisches Denkmal gesetzt.
Die Dorfschule in Neitersen bestand seit den 1930er Jahren aus zwei Klassenräumen und wurde ursprünglich als Volksschule bis Klasse 8 betrieben, in ihren letzten Jahren jedoch als Grundschule nur noch bis Klasse 4. Sie wurde 1973 geschlossen und der Schulbetrieb nach Altenkirchen verlagert.
Am 1. Januar 1969 wurde die bis dahin selbständige Gemeinde Niederölfen nach Neitersen eingemeindet. Eine vergrößerte Gemeinde entstand am 7. Juni 1969 durch Neubildung aus den Gemeinden Neitersen (662 Einwohner) und Neiterschen (151).
Nach genau hundert Jahren wurde 1984 der Personenverkehr auf der Bahnstrecke eingestellt.
Die Gemeinde Neitersen und die benachbarte Gemeinde Obernau schlossen sich am 1. Januar 2021 zu der neuen Gemeinde Neitersen zusammen.
Bevölkerungsentwicklung
Die Entwicklung der Einwohnerzahl in Neitersen bezogen auf das heutige Gemeindegebiet (2021); die Werte von 1871 bis 1987 beruhen auf Volkszählungen:
| Jahr | Einwohner |
| ---- | --------- |
| 1815 | 363       |
| 1835 | 426       |
| 1871 | 547       |
| 1905 | 664       |
| 1939 | 724       |
| 1950 | 878       |
| 1961 | 937       |

| Jahr | Einwohner |
| ---- | --------- |
| 1970 | 965       |
| 1987 | 849       |
| 1997 | 985       |
| 2005 | 988       |
| 2011 | 943       |
| 2017 | 969       |
| 2023 | 1.086     |

## Politik

### Gemeinderat
Der Gemeinderat in Neitersen besteht aus 16 Ratsmitgliedern, die bei der Kommunalwahl am 9. Juni 2024 in einer Mehrheitswahl gewählt wurden, und dem ehrenamtlichen Ortsbürgermeister als Vorsitzendem. Wegen der Neubildung der Gemeinde im Rahmen der Fusion zum 1. Januar 2021 fand in der Wahlperiode 2019–2024 am 4. Oktober 2020 eine zusätzliche Neuwahl des damaligen Gremiums statt, die ebenfalls in Mehrheitswahl erfolgte. Dabei kam es zu einer Vergrößerung auf 16 Ratsmitglieder, die sich aus den Vorgaben des rheinland-pfälzischen Kommunalwahlrechts aufgrund der Gesamteinwohnerzahl der neuen Gemeinde ergab. Der bei der regulären Kommunalwahl am 26. Mai 2019 gewählte alte Rat vor der Gemeindezusammenlegung hatte noch zwölf Mitglieder.

### Bürgermeister
Frank Bettgenhäuser wurde am 29. August 2024 Ortsbürgermeister von Neitersen. Bei der Direktwahl am 9. Juni 2024 war er als einziger Bewerber mit einem Stimmenanteil von 73,0 % für fünf Jahre gewählt worden.
Bettgenhäusers Vorgänger Horst Klein war 25 Jahre lang Bürgermeister in Neitersen und hatte im Juni 2024 nicht mehr kandidiert.

### Wappen
| Wappen von Neitersen |
| Wappenbegründung: Der Löwe steht für die frühere Zugehörigkeit der Gemeinde Neitersen zur Grafschaft Sayn. Das Mühlrad symbolisiert die drei Mühlen, welche sich früher auf dem Gemeindegebiet befanden. In der Region wurde zudem Bergbau betrieben, was durch Hammer und Schlägel dargestellt wird. Schließlich finden sich noch Sense und Rechen als Symbol für die früher prägende Landwirtschaft. Das Wappen wird senkrecht gespalten durch einen Pfahl mit drei Wolfsangeln, die einem Siegel eines Schöffen aus Neitersen entstammen. Dieses Siegel geht auf das Jahr 1416 zurück. Zudem wird das Wappen noch waagerecht durch eine Wellenlinie unterteilt. Diese symbolisiert das Gewässer „Wied“ und die insgesamt sechs Wellen stehen für die sechs Ortsteile der neuen Gemeinde Neitersen. |

## Wirtschaft, Kultur und Infrastruktur
Die Bundesstraße 256 und die Holzbachtalbahn, auf der die Lappwaldbahn GmbH Güterverkehr auf dem Abschnitt Altenkirchen-Flammersfeld-Puderbach-Selters-Siershahn betreibt, führen durch Neitersen, dieser wurde zuvor durch die DB Cargo, danach durch die Westerwaldbahn GmbH betrieben.
Es verkehren Regionalbusse in Richtung Altenkirchen und Puderbach. Neitersen liegt im Verbundgebiet des Verkehrsverbund Rhein-Mosel (VRM)
In der Gemeinde befinden sich drei größere Industriebetriebe und ein mehrfach preisgekröntes Programmkino, die Wied-Scala.
Die Gemeinde unterhält seit 1994 eine Mehrzweckhalle neben dem Sportgelände. Sie bietet bis zu 300 Sitzplätze und wird sehr häufig zu festlichen Anlässen genutzt.

## Vereine
- Die Wiedbachtaler Sportfreunde Neitersen sind der größte Verein in der Gemeinde. Die erste Fußballmannschaft spielt ab der Saison 2007/2008 in der Rheinlandliga und ab der Saison 2024/2025 in der Bezirksliga Ost.
- Der Löschzug Freiwillige Feuerwehr Neitersen besteht seit 1938 und ist Bestandteil der Verbandsgemeindefeuerwehr Altenkirchen.
- Der Wiedbachtaler Männerchor wurde am 24. November 1912 in Neitersen gegründet.
- Die Modellfluggruppe Neitersen e. V. wurde am 25. März 1977 in Neitersen gegründet.

## Persönlichkeiten
- Emil Haas (1903–1977), Politiker